# Csauni járás

A Csauni járás a Csukcs Autonóm Körzetben

A Csauni járás (oroszul Чаунский район) Oroszország egyik járása a Csukcs Autonóm Körzetben. Székhelye Pevek.

## Népesség
- 2002-ben 6962 lakosa volt.
- 2010-ben 5146 lakosa volt, melyből 3557 orosz, 1027 csukcs.